# Przekładnia dwuplanetarna
Przekładnia dwuplanetarna (biplanetarna) – przekładnia podwójne planetarna, w której zamiast satelitów zastosowano nowe przekładnie obiegowe. 
W przekładniach dwuplanetarnych, charakteryzujących się niedużymi gabarytami oraz względnie małą masą, występują mniejsze spadki sprawności przy większych przełożeniach kinematycznych oraz wielotorowy ruch kół zębatych, który może być wykorzystany w organach roboczych np. kombajnów górniczych lub rolniczych jak i napędu śmigieł samolotowych czy śrub okrętów. Budowa tych przekładni jest bardzo skomplikowana, co powoduje względnie duży koszt wykonania oraz kłopotliwe obliczenia projektowe. Przekładnie obiegowe mogą pracować jako mechanizmy napędowe niezależnie, ale często współpracują z przekładniami i sprzęgłami hydrokinetycznymi lub przekładniami hydrostatycznymi. Wszystko za sprawą możliwości uzyskania wielościeżkowego przepływu strumienia energii przez poszczególne drogi. Projektowanie coraz to bardziej złożonych przekładni obiegowych przeprowadza się przeważnie w celu otrzymania większych przełożeń przy niedużej redukcji sprawności.